# Elfajult eset
A matematikában elfajult eset (degenerált vagy irreguláris eset) egy matematikai fogalom vagy kijelentés olyan alesete (specializációja), amely esetén az általánosabb esetben érvényes megközelítések – tulajdonságok, kijelentések, módszerek – nehezen értelmezhetővé (vitatottá) vagy értelmetlenné és érvénytelenné válnak.
Az elfajult esetnek így különleges jellemzői vannak, amik eltérnek a bővebb osztály általános jellemzőitől. Az elfajult eset legtöbbször és röviden tehát: kivétel. Ez teszi az ilyen eseteket kényelmetlenné, hiszen általában külön megfontolást (diszkussziót) igényelnek, „elrontják” a „szép” szabályokat és törvényeket, és kezelésük nem mindig egyszerű.
Felmerül természetesen a kérdés, hogy ez esetben miért van szükség az elfajult eseteknek az általános aleseteként való kezelésére. A válaszokat részben a matematika sajátos elvontsága és formális módszerei rejtik, mint pl. az állandó általánosításra való törekvése, részben pedig az emberi pszichikum sajátosságai, amelyek nem minden esetben alkalmasak a problémák, és különösen a formalizált problémák minden következményének azonnali átlátására. Például a geometriai problémák megközelíthetőek a lineáris algebra eszközeit használó koordinátageometriai úton, de a megfeleltetés sok esetben nem „egy az egyben” történik: az algebrai egyenletrendszerek, különösen előre jól meggondolt peremfeltételek híján, nemcsak geometriailag szokványos, hanem elfajult alakzatokat is kiadhatnak megoldásként. Általában a matematikai problémamegoldás pszichológiai jellemzője (nem pedig matematikailag kódolt szükségszerűség), hogy az utóbbiakat kizáró peremfeltételeket sokszor csak a megoldás megtalálása után, vagy azzal együtt lehet könnyen felfedezni, tudatosítani. Ugyanis a geometriai módszerrel átláthatatlannak tűnő probléma éppen a megfelelő algebrai modell megtalálásával válik (persze, fordítva is lehetséges) csak annyira átláthatóvá, hogy a peremfeltételek is észrevehetővé válnak. Ilyenkor szükség van a megoldás utólagos diszkussziójára.
Az elfajult esetek figyelembe vétele mellett azonban sok esetben – tág értelemben – filozófiai jellegű: elvi, módszertani, technikai, didaktikai, tradicionális okok is szerepet játszhatnak (ld. pl. Lakatos Imre: Bizonyítások és cáfolatok c. könyvének a poliéderek mibenlétéről és modelljeiről szóló példavita-részeket).

## Fontosabb példák
- A pont tekinthető egy elfajult körnek, melynek sugara 0. A pontkörök esetében például a körterület képlete levezetése érvénytelenné válik, mivel a pontkörbe ill. köréje nem írhatóak területközelítő sokszögek. Egyenes és pontkör, ha metszik egymást, legfeljebb egyetlen pontban tehetik ezt, ellentétben a nem-elfajult körökkel, amelyek közt vannak olyanok is, amelyek két pontban metszenek egy egyenest. Ugyanakkor a köröket megadó analitikus geometriai egyenlet, (x-u)2+(y-v)2=r2 az r>0 „peremfeltétel” híján, pontköröket is megadhat (ha r=0).
- A kör egy elfajult ellipszis, melynek excentrikussága 0.
- Elfajult lehet egy sokszög (pl. háromszög v. négyszög), ha egyik csúcsa valamelyik oldalára esik. Pl. essen az ABC elfajult háromszög C csúcsa az AB oldal felezőpontjára, mely utóbbi oldal hossza legyen 3 cm. Ez esetben a háromszög kerülete, vagyis a határoló vonal hossza az AB szakasz hosszával egyezik, vagyis KABC=3. De a sokszögek kerületére vonatkozólag létezik egy partikulárisabb szempontú, de szintén természetesen adódó definíció is (ez csak sokszögekre alkalmazható, másféle síkidomokra az előbbivel ellentétben nem), miszerint egy sokszög kerülete az őt határoló töröttvonal szakaszainak összhossza (a töröttvonalon ezúttal egymáshoz záródóan csatlakozó szakaszok unióját értjük, de nem követeljük meg, hogy a vonal önmagát többször, és szakasz belső pontjában, nem metszheti). Mivel a töröttvonal szakaszok uniója, ezúttal számításba kell vennünk a háromszöget határoló valamennyi szakaszt, vagyis e definíció szerint K'ABC=AB+BC+CA=3+1,5+1,5=6. A két definíció a reguláris sokszögek esetében egybeesik, az elfajult esetben nem. Ezáltal az elfajult sokszögek kerülete nehezen értelmezhetővé válik. Hogy melyik definíciót fogadjuk el, ha már mindenképp szükség van az elfajult sokszögek feltételezésére, arról leginkább gyakorlati szempontok dönthetnek: melyik definíció kényelmesebb vagy adekvátabb a vizsgálat szempontjából.
- A valós számok körében végzett négyzetgyökvonás tankönyvi definíciói mind tartalmazzák azt a kikötést, hogy az az a szám, melyből négyzetgyököt kívánunk vonni, csak nemnegatív lehet (a≥0). A negatív számok tehát „elfajultak” a gyökvonás szempontjából. Ha a gyökvonást parciális függvénynek tekintjük, akkor az említett megkötés tulajdonképp szükségtelen kihangsúlyozása annak az egyszerű ténynek, hogy negatív számnak nincs négyzetgyöke a valós számok halmazán. A kizárás mellőzése azonban szokatlan (bár közel sem abszolúte értelmezhetetlen) dolgokhoz vezetne. Például érvényes-e a {\displaystyle {\sqrt {-1}}=0} kijelentés? Értelmes-e az a mondat, hogy egy nemlétező érték egy létező értékkel egyenlő? A mondat természetesen igaz nem lehet (0 nem négyzetgyöke −1-nek, hiszen négyzete nem −1, hanem 0), de lehet-e hamis (az előbbi zárójeles megjegyzés egy jó érv emellett), vagy szükségképp teljesen értelmetlen? Erre az analitikus filozófia körébe tartozó kérdésre nincs megnyugtató válasz, a szerzők véleménye (köztük olyan kiemelkedő filozófusok is vannak, mint pl. Bertrand Russell) megoszlik.[1] Megnyugtatóbb és egyszerűbb – különösen a középfokú oktatásban – az „elfajult” a<0 esetet mint értelmetlent kizárni. Azonban, ha sikerül levezetést találni a harmadfokú egyenlet általános megoldására, és abban szerepelnek az „elfajult”, „képzetes” mennyiségek, mint a mínusz egy gyöke, akkor meginoghat abbéli meggyőződésünk, hogy az ilyen mennyiségek biztosan értelmetlenek-e. Az elfajult mennyiségek tágabb kontextusba kerülve, ha nem is létezőnek, de sok tekintetben értelmesnek és hasznosnak mutatkoznak. Végül a komplex számok bevezetése után már nemcsak a negatív számoknak is értelmezhető négyzetgyöke, de e kiterjesztéssel az elfajult eset egy általános struktúra, a komplex számok semmilyen kiugróan vagy aggasztóan kivételes tulajdonságot nem mutató részévé válik, melyet nemcsak a matematikusok, hanem (ha a komplex számsík fraktáljaira gondolunk) számtalan esetben a laikusok is, szépnek tarthatnak.
- A nulla determinánsú mátrixokat szinguláris mátrixoknak nevezik, és sokban a nem-nulla determinánsú (reguláris = „szabályos”) mátrixoktól eltérően viselkednek, pl. nem invertálhatóak (azaz „nem lehet velük osztani”).
- Több absztrakt algebrai munka szerzője a test vagy az integritástartomány fogalmától megköveteli, hogy legalább két elemet tartalmazzon, az egy elemű tartóhalmaz esetét túlságosan elfajultnak tartva.[2]
- A fenti elfajult esetek többnyire egyszerűek. Ez nem szükségszerű.
  - Pl. a valós analízisben fellépő 0/0 vagy ∞/∞ alakú „elfajult” határértékek kezeléséről egy külön tételnek, a L’Hôpital-szabálynak kell gondoskodnia.
  - A naiv halmazelméletben fellépő bizonyos halmazok létének feltételezése logikai paradoxonokhoz vezet, pl. ilyen az összes halmaz halmaza, vagy a magukat elemként nem tartalmazó halmazok halmaza, melyek a Cantor-antinómia, a Burali–Forti-antinómia, a Russell-paradoxon és más hasonló híres paradoxonok felléptét okozzák. Az összes halmaz halmazára nézve a számossági operáció „viselkedik” nagyon kellemetlenül; a Russell-féle halmaz esetében pedig már a halmazelmélet legalapvetőbb operációja, az eleme reláció is kezelhetetlenné válik. A tizenkilencedik-huszadik század fordulójának évtizedeiben az egész matematika romba dőlni látszott miattuk (ez volt a matematika megalapozási elvének ún. első válsága). Bár az axiomatikus halmazelméletek egy része egyszerűen kizárja ezeket a halmazokat a tárgyalás köréből, filozófiai szempontból ma sincs rájuk véglegesnek tekinthető, és általánosan elfogadott megoldás. Az esetkizárás megjelenése hagyományosabbnak tekinthető a felsőfokú oktatásban: az alapozó kurzusok általában a Zermelo–Fraenkel-féle, „kizáró” axiomatikán alapulnak. Egy másik megoldás a Neumann–Bernays–Gödel-elmélet. Bár ez is axiomatikus, ez az elmélet nem kizáró, hanem megteremti a maga „komplex számsíkját” az osztály fogalmának bevezetésével: egy általánosabb fogalomra alapoz, aminek a halmazok csupán speciális esete, az elfajult halmazok pedig nem-halmazszerű (de létező) osztályok, hasonlóan, ahogy a képzetes számok nem-valós (de létező) számok.

Az „elfajult eset” fogalma, bár nem egzakt, ugyanakkor kulcsszerepet kaphat a matematizálás folyamatában (bővebben ld. Lakatos Imre: Bizonyítások és cáfolatok). Sokszor a matematizáló közösség interszubjektív megállapodásától, a megszokástól és a történeti fejlődés folyamatától függ, mely eseteket tekintenek reguláris alesetnek, melyeket csak egyszerűen esetszétválasztásos definíciót igénylő alternatíváknak és melyeket „kényelmetlen”, elfajult esetnek.